# Vstavač bahenní

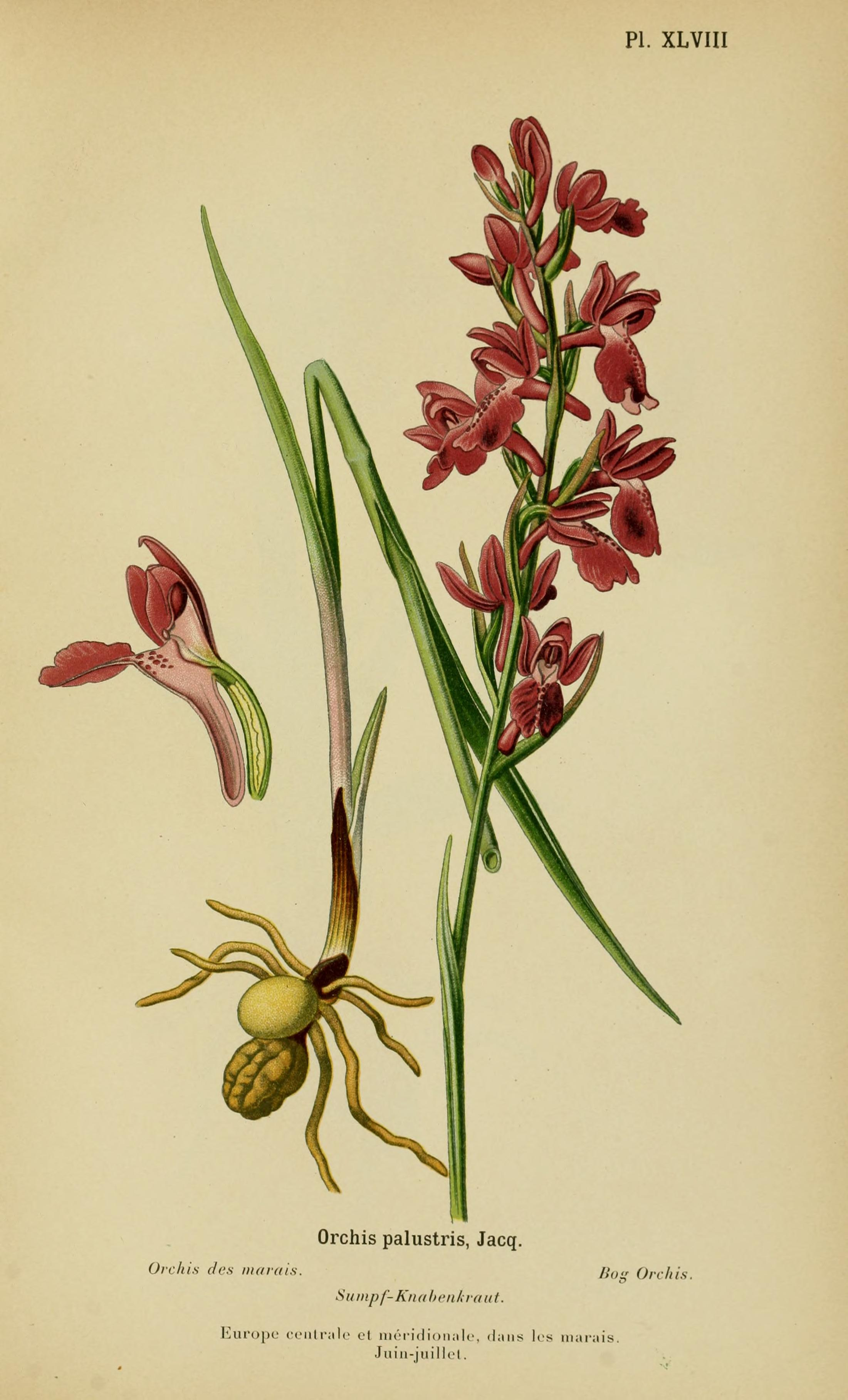
Zobrazení vstavače bahenního

Vstavač bahenní (Orchis palustris) je až půl metru vysoká, vlhkomilná bylina kvetoucí koncem jara a počátkem léta fialově nachovými až růžovými květy. V české přírodě je velmi vzácný, je silně ohrožen vyhynutím. Celosvětově je ale řazen mezi málo dotčené druhy. Někdy bývá řazen pod názvem rudohlávek bahenní (Anacamptis palustris) do rodu rudohlávek (Anacamptis).

## Výskyt
Roste hlavně ve Středomoří, odkud se jeho areál rozkládá na sever po státy Beneluxu a jih Baltu, zasahuje až do západního Ruska. Východním směrem vyrůstá téměř v celé Evropě i Turecku a dále izolovaně v arelách v oblastech Kavkazu, Střední Asie, Blízkého východu i na Arabském poloostrově. Vyskytuje se také ve státech severní Afriky podél jižního pobřeží Středozemního moře.
V Čechách se vstavač bahenní v současnosti řídce vyskytuje ve středním a východním Polabí a jen ojediněle na Moravě okolo dolních toků Dyje a Moravy.

## Ekologie
Roste na vlhkých půdách bohatých na minerály a hlavně vápník, které jsou někdy až zasolené. Vyskytuje se především na slatiništích, mokrých až bahnitých loukách a podél rákosin u břehů rybníků a vodních příkopů.

## Popis

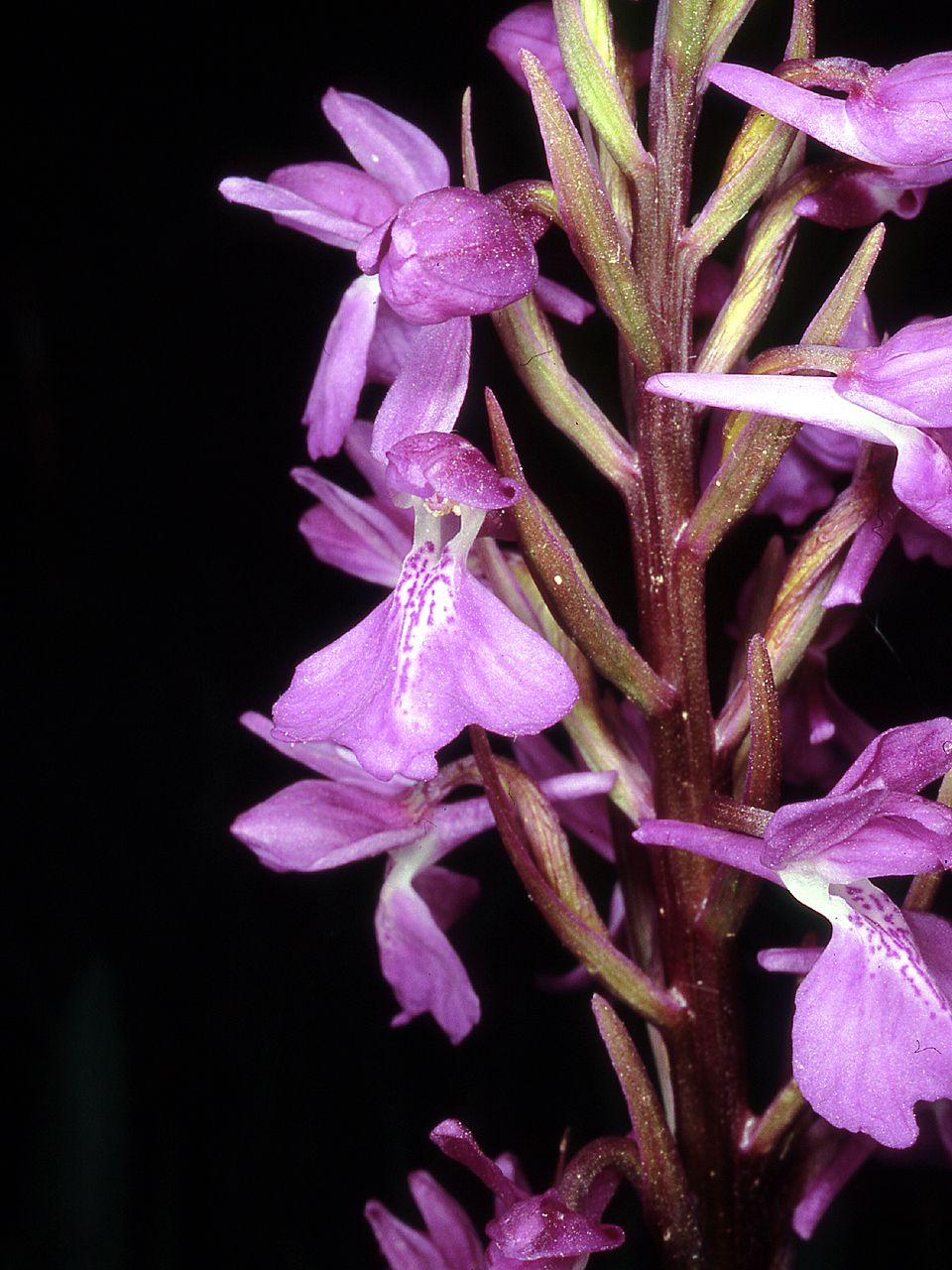
Detail květů

Vytrvalá bylina, jejíž lodyha je za květu vysoká 25 až 50 cm, v horní části je nafialovělá a vyrůstá z kulovité hlízy. Lodyha je porostlá třemi až sedmi, 1,5 až 2 cm širokými, šikmo odstávajícími listy, které se směrem vzhůru zmenšují.
Na konci lodyhy vyrůstají velké, fialově nachové až růžové květy s listeny v řídkém, sedmi až dvacetičetném klasu. Květy jsou na stopkách a mají šest okvětních lístků ve dvou přeslenech po třech. Vnější lístky, 7 až 15 mm dlouhé a 3 až 6 mm široké, se ohýbají směrem ven. Vnitřní postranní jsou kratší, sklání se k sobě a vytvářejí částečnou přilbu. Vnitřní střední lístek vytváří pysk, je tmavě skvrnitý a dělený do tří plytkých laloků nebo celistvý. Úzce válcovitá, téměř vodorovná, dozadu směřující ostruha je kratší nebo stejně dlouhá jako semeník.
Plodem je válcovitá tobolka s množstvím velmi drobných semen.

## Ohrožení
Vstavač bahenní patří k nejvzácnějším orchidejím rostoucí v České republice. Příčinami jeho ústupu jsou destrukce přirozených biotopů, které byly odvodněny a přeměněny na ornou půdu. Byl proto zařazen ve "Vyhlášce MŽP ČR č. 395/1992 Sb. ve znění vyhl. č. 175/2006 Sb.", stejně jako v "Červeném seznamu cévnatých rostlin České republiky" z roku 2012, mezi kriticky ohrožené druhy (§1, C1b).